# Monsieur Sylvestre
Pour les articles homonymes, voir Sylvestre.
Monsieur Sylvestre est un personnage de l'émission française satirique Les Guignols de l'info, dont la voix est celle d'Yves Lecoq. Il s'agit de la caricature de l'acteur Sylvester Stallone.
Sylvestre est utilisé dans différents rôles incarnant toute la puissance américaine dans sa dimension sauvage et, plus généralement le cynisme au sens moderne du terme. Il incarne généralement le capitalisme, le système économique et la politique américaine en prenant des rôles de personnes peu connues mais influentes, présentes aux postes clés et travaillant dans l'ombre.
Fait totalement unique, de toutes les marionnettes utilisées dans l'émission, ce personnage est le seul à posséder de multiples clones qui peuvent être visibles en même temps lors des sketchs (parfois plus d'une demi-douzaine). Leurs apparences varient sur les coupes de cheveux, les couleurs des cheveux et des yeux, l'apparence plus ou moins âgée du visage et bien sûr leur prénom. Lorsqu'il est invité sur le plateau, il commence généralement par dire « Beuhaaar » en guise de salutation, sorte de « Bonsoir » déformé, ce à quoi PPD répond : « Oui, beuhar aussi. »

## Premières apparitions
Alors que l'émission cherchait son ton, un des premiers sketches montre la marionnette aux prises avec une automobile qui refuse de démarrer. Le guignol Sylvestre pète les plombs et fait exploser avec son armement tout l'habitacle, et lui avec. Sylvestre est donc une satire du personnage emblématique de Sylvester Stallone, le vétéran du Viêt Nam Rambo, impulsif et caricaturalement affublé d'un vocabulaire limité, énoncé d'une voix ridiculement grave, rauque et traînante.

## Armée américaine
Pendant la première guerre du Golfe apparaît le commandant Sylvestre. La marionnette exacerbe l'image de « brute épaisse » que donne l'acteur Sylvester Stallone dans ses films (Rambo et Rocky notamment) et devient la caricature du commandant va-t-en-guerre et complètement dépassé par l'ampleur du conflit. Il signe les briefings de presse du Pentagone (États-Unis), consistant à montrer aux reporters de guerre des cartes de l'Irak avec les zones de bombardement aérien de la journée. Ce ne sont jamais les bonnes cartes. À chaque échec de présentation, il se plaint qu'il va "se faire engueuler". Dans un des sketchs, après avoir simulé l'explosion du monde, PPD lui dit de ne pas s'inquiéter car il n'y aura plus personne pour l'engueuler.
De commandant, le guignol à la mâchoire carrée devient un archétype du GI projeté dans les guerres du désert : ils ont tous le visage de Sylvestre. Dans les dialogues, les auteurs leur attribuent des diminutifs populaires aux États-Unis : Bob, Chuck, Bill, John… Dans un sketch, le Petit Prince apparaît dans le désert et demande à un soldat Sylvestre de lui dessiner un mouton. Lassé par l'obstination de l'enfant, qui refuse toutes les occupations qu'il lui propose, l'adulte lui dessine… un char d'assaut. À la fin, rendu à sa solitude, le soldat se plaint du faible niveau de culture du garçonnet ("Ça se bouffe un mouton, ça se dessine pas !").
L'expérience est ensuite déclinée chaque fois que les gouvernants font preuve d'intransigeance et d'absurdité, Sylvestre venant à la rescousse pour mettre les pieds dans le plat chaque fois qu'il y a un poncif à énoncer.
À chaque bavure de l'armée, il est interrogé et finit par évacuer la culpabilité avec un "Pardon aux familles, tout ça" sur un ton indifférent, voire sarcastique.

## PDG de laWorld Company
Après la fin de cette guerre, la marionnette est utilisée dans un nouveau rôle, celui d'un PDG générique toujours dépourvu de compassion et de générosité.
Monsieur Sylvestre, cadre de la World Company, devient le chantre du capitalisme et de la globalisation, en caricaturant la mondialisation (« J'vais vous dire un secret : le monde il est mondial »), en méprisant les peuples (« les fromages qui puent » pour les Français, « les choucroutes » pour les Allemands, « les rosbifs » pour les Britanniques, « les cocos » pour les pays communistes, sans oublier les « bougnoules » pour le monde arabe, « niakoués » pour l'Asie, notamment la Chine, « négros » pour les Africains, « pédés » pour l'Amérique du Sud, etc.) et en portant une vision simpliste du monde. Équipé d'un ordinateur portable de trader et revêtu d'un complet veston avec des bretelles, il appuie sur une touche du clavier qui déclenche des chaînes de production industrielles en Asie du sud-Est ou arrête celles des pays occidentaux.
Cette marionnette s'amalgame un peu avec d'autres titres comme « porte-parole du Président » (voir plus bas), « directeur de la CIA ou du FBI » ...
Depuis la crise d'Arcelor Mittal, un nouveau M. Sylvestre est apparu au teint basané avec un turban sur la tête pour représenter le propriétaire des hauts-fourneaux : Lakshmi Mittal.

## Mr. Goof d'Eurodisney
Avec les mêmes vêtements et des oreilles de Mickey, un guignol Sylvestre quelque peu modifié prenait la parole pour le compte de la Walt Disney Company pour se plaindre, lors des débuts du parc d'attractions européen, de la clientèle composée « d'Allemands en shorts » et du fait que les Français ne venaient pas s'amuser dans le parc et ne savaient pas profiter du rêve qui leur était offert. Un autre sketch dénonce la grève des animateurs en 1998.

## Religion
Appliquant la démarche rationnelle et pragmatique du développement économique du CEO, et du militarisme à tout crin du commandant, le conseiller catholique d'un pape moribond est l'une des dernières déclinaisons du guignol Sylvestre.
Communicant d'entreprise et marketeur obstiné arborant soutane, le cardinal Sylvestre mesure les progrès de la propagation de la foi en louant les voyages du Pape. Ce dernier est généralement accompagné de deux cardinaux ayant l'apparence de Sylvester Stallone. 
Par métonymie avec la World Company, l'Église catholique devient la « Christ Company », et les croyants le marché de la foi que se partagent les religions dominantes.
Le cardinal Sylvestre justifie également les méfaits des prêtres pédophiles avec sa « Bible à excuses », dans laquelle les excuses à tous types de sévices sexuels sont classées par ordre alphabétique.
De même, de temps à autre, on le voit représentant les religions juive et musulmane (comme dans le sketch où tous ces M. Sylvestre se disputaient des parts de marché des croyants à l'OMC).

## Professeur Sylvestre
Le professeur Sylvestre, médecin pour qui la santé est un commerce lucratif comme un autre. On l'a notamment vu expliquer pourquoi l'industrie pharmaceutique doit attendre avant de fabriquer en grandes quantités des vaccins contre le SRAS : elle doit d'abord attendre que le virus devienne une épidémie mondiale, et seulement après cela elle pourra vendre des vaccins à prix élevé. De même, il défend le dopage des cyclistes et autres idées politiquement incorrectes.
Le personnage est également apparu plusieurs fois en tant que représentant des laboratoires Sanofi, où il défend ses produits suspectés d'être dangereux et/ou inefficaces, et en avouant qu'un certain pourcentage des médicaments vendus est composé de bonbons.

## Banquier Sylvestre
Dernière déclinaison en date de la marionnette : la marionnette a été employée pour représenter les agences de notations dont Moody's.

## Conseiller du Président des États-Unis
Sous les mandats successifs du président Clinton, l'influence de la World Company sur la politique américaine, ou mondiale, était clairement mise en scène, en particulier lors d'un sketch, peu après l'arrivée au pouvoir de Jacques Chirac, qui, faisant sa première visite officielle à Bill Clinton, ce dernier lui présente alors le vrai « patron », ouvrant le faux mur derrière lui et faisant apparaître les bureaux de la World Company. 
À l'arrivée au pouvoir de George W. Bush, M. Sylvestre, officiellement conseiller du Président, répond aux questions en lieu et place de Bush. Dès la première émission, le Président Bush est présenté comme un benêt, à la culture et l'intelligence faiblement développées, donc aisément manipulable. M. Sylvestre développe le programme qu'il a mis au point pour les quatre années du mandat de « Deubeuliou » (surnom de George « W. » Bush), précisant qu'il n'était plus nécessaire de se cacher. Il est alors courant que lorsque l'invité de l'émission est le Président des États-Unis, M. Sylvestre soit présent avec George W. Bush, le premier répondant au titre de « président des États-Unis », le second au titre de « résident des États-Unis » ou de « porte-parole ».
Pendant l'élection présidentielle américaine de 2008, Sylvestre accable John McCain de reproches au sujet de son incompétence durant les débats, soulignant cependant qu'il peut très bien être élu : « Ben ouais, il vous rappelle pas quelqu'un ? », en référence à George W. Bush.
Il appelle « Obwana » le président Barack Obama. Pour les élections 2012, il est le conseiller de Mitt Romney, ce dernier se révélant aussi bête que George W. Bush depuis sa gaffe sur les hublots des avions qui ne s'ouvrent pas. Sylvestre tente, en vain, de lui faire comprendre le vrai sens des mots que Romney interprète systématiquement de travers. Vers la fin de la campagne, Sylvestre semble ne plus s'étonner de la stupidité de son candidat, et se réjouit  de sa défaite. Le jour de la cérémonie d'investiture d'Obama, Sylvestre est blasé de la stupidité de Romney, et encaisse sans sourciller les mauvaises interprétations de son ancien candidat.

## Chansons
- On tirait le scud, pendant la première Guerre du Golfe, satire de la chanson Le Sud de Nino Ferrer.
- Pour la World Company en rapport à la fermeture de l'usine Renault à Vilvorde, en Belgique.
- USA for USA - We fuck the world, à l'arrivée au pouvoir de George W. Bush, satire de la chanson caritative We Are the World.
- I just can't get enough, dénonce l'exploitation des ouvrières chinoises de GAP, reprise de Just Can't Get Enough, de Depeche Mode, dont la marque s'est servi pour une campagne publicitaire.
- Génération Goldman Sachs, parodie de l'album Génération Goldman qui reprend plusieurs chansons de Jean-Jacques Goldman, en les adaptant avec une vision ultra-libérale prônant l'enrichissement (Là-bas, Je marge seul, Je me donne, Il a fait une OPA tout seul).

## Divers
- Dans deux sketches, la marionnette est utilisée pour personnifier le personnage de Rambo joué par Sylvester Stallone dans les films.
- Dans les sketchs, le thème "The Office" de Michael Kamen, extrait du film Brazil est presque constamment utilisé en musique de fond. Le jingle de Central Services sert d'introduction au faux CD de la World Company.
- Dans le dernier sketch « Je suis venu te dire que je m'en vais », Monsieur Sylvestre est présenté caricaturant le directeur de la Canal+, Vincent Bolloré, fournissant à PPD et Jacques Chirac un solde de tout compte pour leur départ de l'antenne. En partant Chirac rétorque : « Laisse tomber mon PPD, il ne se rend pas compte qu'en nous faisant sauter, il saute lui aussi », laissant présager avec le départ d'un des derniers bastions de l'esprit Canal, la chute de la chaîne.